# Jürgen Barth (Politiker)

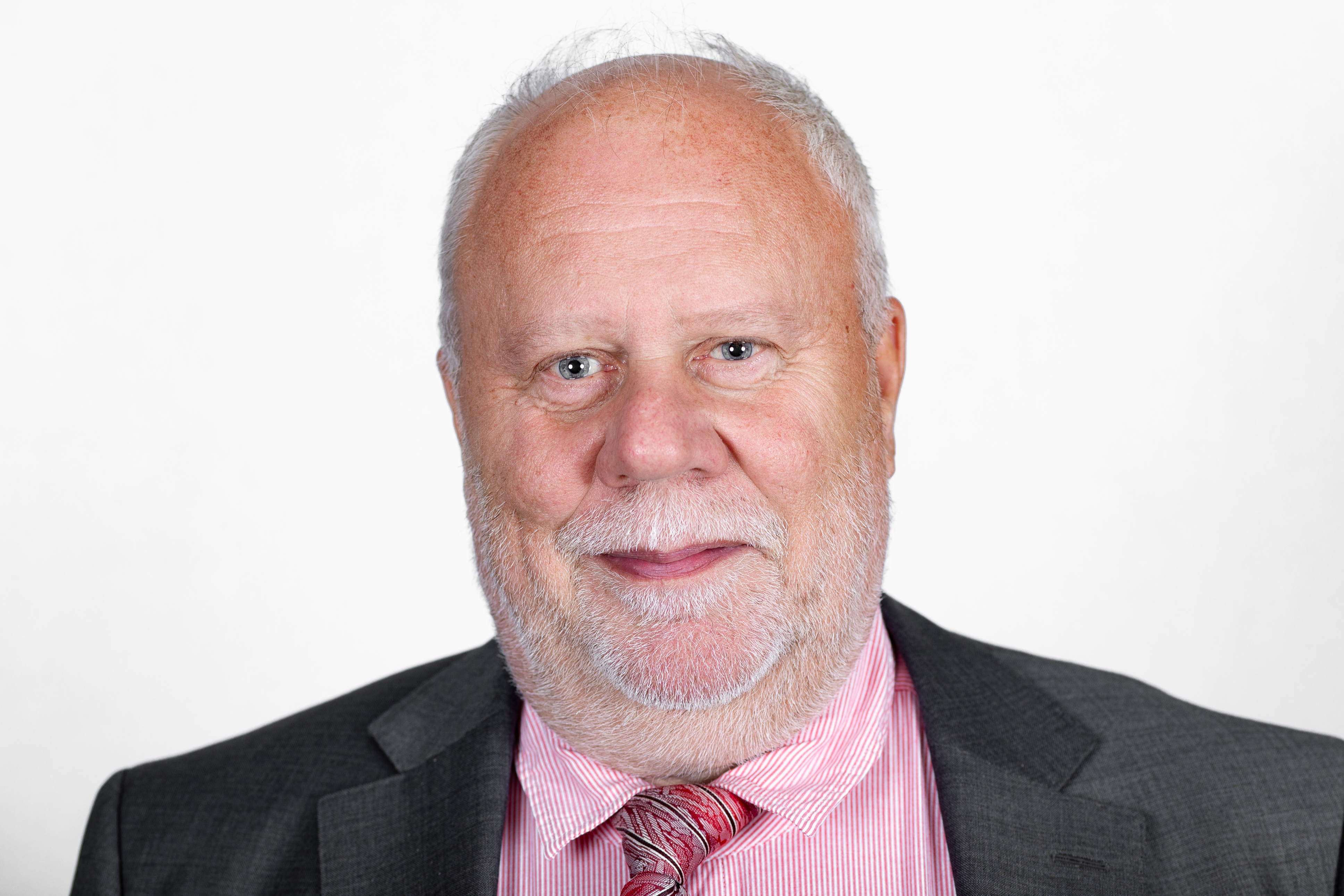
Jürgen Barth 2018

Jürgen Barth (* 30. Juli 1955 in Klötze, Bezirk Magdeburg, DDR) ist ein deutscher Politiker (SPD). Er war von 1998 bis 2002 und erneut von 2006 bis 2021 Abgeordneter im Landtag von Sachsen-Anhalt.

## Leben und Beruf
Nach dem Abschluss der Polytechnischen Oberschule im Jahr 1972, begann er eine Berufsausbildung zum Maschinen- und Anlagenmonteur. In den Jahren 1976 bis 1979 begann er eine erneute Ausbildung zum Agraringenieur.
Ab 1980 war Barth bis 1990 Bereichs- und Produktionsleiter der Landwirtschaftlichen Produktionsgenossenschaft Klötze. Anschließend war er bis 1998 Hauptbuchhalter/Prokurist der Agrar GmbH Bösdorf.
Nach dem Ausscheiden aus dem Landtag 2002 wurde Barth Regionalmanager des Vereins „Die Altmark mittendrin“ e. V.
Jürgen Barth ist verheiratet und hat zwei Kinder.

## Partei und Politik
Von 1979 bis 1989 war Barth SED-Mitglied.
Im Jahr 1993 trat er in die SPD ein und war von 1996 bis 2002 und ab 2007 Vorsitzender des SPD-Ortsvereins Klötze.
Seit 1996 ist er ebenfalls Mitglied des SPD-Kreisvorstandes, dessen Vorsitzender er seit 2007 ist.

## Abgeordneter
Von 1990 bis 1994 war er Gemeindevertreter und seit 1994 ist er Mitglied des Kreistages des Altmarkkreises Salzwedel. Hier ist er Fraktionsvorsitzender der SPD-Kreistagsfraktion.
In der 3. Wahlperiode (1998 bis 2002) war Barth erstmals Mitglied des Landtages. Bei den Landtagswahlen 2002 und 2006 verpasste er das Direktmandat im Wahlkreis Gardelegen-Klötze. Im Mai 2006 konnte er für den zum Staatssekretär ernannten Rüdiger Erben in den Landtag nachrücken. Barth ist im Landtag Mitglied im Ausschuss für Ernährung, Landwirtschaft und Forsten sowie im Ausschuss für Umwelt. Bei den Landtagswahlen 2011 und 2016 wurde er über die Landesliste erneut in den Landtag gewählt. Barth trat zur Landtagswahl 2021 nicht mehr an.

## Weitere Tätigkeiten
- Vorstandsmitglied Stadtverband der Arbeiterwohlfahrt Gardelegen
- Sozialcentrum Altmark e. V.
- Naturstoffinnovationszentrum Altmark e. V.
- Freiwillige Feuerwehr und Sportverein Lockstedt
- Landesjagdverband